# 한송희 (1993년)
한송희(1993년 5월 2일 ~ )은 대한민국 경상남도 진주시 출신의 희극 배우다. 2016년 SBS 16기 공채 개그맨에 데뷔하였다.

## 방송
- 웃음을 찾는 사람들 (SBS)
  - 애들의 세상을 키우자 (2016.11.30 ~ 2017.03.01)
  - 황현희의 행복 (2017.03.22)